# Eschlkam
Eschlkam je trhová obec, která se nachází v Horní Falci. Obcí protéká řeka Kouba. V obci žije přibližně 3 300 obyvatel.

## Historie
První zmínka pochází z roku 1180 z listin kláštera v Reichenbachu. Okolo opevněného centra se začala soustřeďovat středověká výstavba. Bylo zde založeno tržiště, které mělo těžit z obchodu s blízkým českým královstvím. 
Místní hrad byl několikrát ve své historii zničen. Dvakrát byl zničen husity, a to v letech 1420 a 1434, a poté byl vypleněn Švédy v roce 1634. Zachoval se však zámek Hofmarkschloss ve Stachesriedu, který pochází z 17. století.
Za druhé světové války padlo 42 rodáků.
Po roce 1990 byl obnoven hraniční přechod s ČR Eschlkam-Všeruby.